# The Unfinished Swan
『The Unfinished Swan』（アンフィニッシュド スワン）は、Giant SparrowとSIEサンタモニカスタジオが開発したファーストパーソン・アクションアドベンチャーゲーム。2012年12月13日にPlayStation 3用に発売され、2014年10月23日にPlayStation Vita版とPlayStation 4版が、2020年9月11日には、PC版、iOS版およびiPadOS版が発売された。

## 概要
本作は、チャプター1「庭園」、チャプター2「未完成の帝国」、チャプター3「夜」、チャプター4「王様の夢」の全4章構成となっている。
チャプター1では、ゲームが始まると、まず白一色の画面となり、黒いインクを投げることで、何もないかのような周囲の様子が認識できるようになる。そして白鳥の足跡を目印に、道を探しながら進んでいくこととなる。また、チャプター2では、水を与えてツタを成長させることで壁を登れるようになったり、チャプター3では、夜の闇の中を、光る球体を動かしながら進んだりと、それぞれのチャプターごとに異なる特色がある。

## 開発
本作は、2008年に学生プロジェクトとして開発が始まり、クリエイティブディレクターのIan Dallasは、ゲームデザインを学んでいた大学院生時代に、絵の具を投げることで探検できる真っ白な世界のコンセプトゲームを作り、それから半年ほど掛け、より充実したゲームへと作り上げていったと語り、制作の際には、『不思議の国のアリス』、『おおきな木』などの本や、ジム・ヘンソンの『ラビリンス/魔王の迷宮』、『ダーククリスタル』などの映画を参考にしたと語っている。

## あらすじ
主人公である10歳の少年モンローは、亡き母親が遺した300枚以上の未完成の絵の中から、母親のお気に入りだった、首がつながっていない白鳥の絵を持って施設に入るが、ある夜、目を覚ますと、絵の中の白鳥がいなくなっていた。モンローは白鳥の足跡を見つけ、母親が遺した銀色の絵筆を持って、小さな扉へと続く足跡をたどっていく。
扉の先は白一色の世界だった。モンローは絵筆で色を塗りながら白い世界を進み、そこで王様の絵を見つけ、白い世界が、かつてこの王様が作り出した王国であったことを知る。そして巨大な白鳥を見つけ、導かれるようにその白鳥を追う。
白鳥を捕まえようとして気球から落下したり、夜の森で危険な生物たちに襲われたりと、多くの苦難に見舞われながらもモンローは進み続け、巨大な要塞のような王様の像を見つける。像の頂上にたどり着いたモンローは、王様と対面し、真っ白な庭が黒く塗りつぶされていく夢や、自らの王国が壊れていく夢の話を聞く。そして王様は、モンローに「『父親より成功した男』と呼ばれる日を願っている」と伝え、自らの絵筆を託す。
その夜、モンローは、母親が見たら喜んだであろう、首のつながった白鳥と、その子供を描いた絵を完成させるのだった。

## 受賞
- 英国アカデミー賞ゲーム部門（2013年）「デビュー作品賞」「イノベーション賞」[7]
- 日本ゲーム大賞2013「ゲームデザイナーズ大賞」[8]